# Ionel Gane
Ionel Tersinio Gane (ur. 12 października 1971 w Drănicu) – rumuński trener i piłkarz występujący na pozycji napastnika.

## Kariera klubowa
Gane seniorską karierę rozpoczął w 1988 roku w zespole Universitatea Krajowa. W latach 1990–1992 grał na wypożyczeniu w Electroputere Krajowa. W 1993 roku wraz z Universitateą zdobył Puchar Rumunii, a w 1994 oraz w 1995 roku wywalczył z nią wicemistrzostwo Rumunii.
W 1996 roku przeszedł do hiszpańskiej Osasuny z Segunda División. Spędził tam 2 lata. W 1998 roku wrócił do Rumunii, gdzie został graczem Dinama Bukareszt. W 1999 roku wywalczył z nim wicemistrzostwo Rumunii. W tym samym roku Gane przeszedł do szwajcarskiego FC Sankt Gallen. W 2000 roku zdobył z nim mistrzostwo Szwajcarii. Graczem Sankt Gallen był przez 4 lata.
W 2003 roku odszedł do Grasshopper Club, w którym spędził rok. W 2004 podpisał kontrakt z chińskim Tianjin Teda. W tym samym roku wrócił jednak do pierwszego klubu, Universitatei Krajowa. Grał tam przez pierwszą połowę sezonu 2004/2005. Drugą połowę tamtego sezonu spędził w Rapidzie Bukareszt.
Latem 2005 roku Gane trafił do niemieckiego VfL Bochum z 2. Bundesligi. W jego barwach rozegrał 1 spotkanie (21 października 2005, 4:0 z Freiburgiem). Następnie wrócił do Rumunii, gdzie w 2007 roku jako gracz zespołu Argeș Pitești zakończył karierę.

## Kariera reprezentacyjna
W reprezentacji Rumunii Gane zadebiutował 6 maja 1992 roku w wygranym 7:0 meczu eliminacji Mistrzostw Świata 1994 z Wyspami Owczymi. W latach 1992–2001 w drużynie narodowej rozegrał w sumie 6 spotkań.